# Anders Peter Andersson i Bohyttan
Anders Peter Andersson (i riksdagen kallad Andersson i Bohyttan), född 18 september 1813 i Tjällmo socken, död 12 december 1894 i Tjällmo socken, var en svensk riksdagsman i bondeståndet.
Andersson företrädde Risinge samt Hällestads och Tjällmo tingslag av Östergötlands län vid riksdagen 1856–1858.
Andersson var ledamot i bondeståndets enskilda besvärsutskott, i opinionsnämnden och i förstärkta konstitutionsutskottet. Han var suppleant i förstärkta bevillningsutskottet och i lagutskottet. Andersson var även ledamot i förstärkta bankoutskottet.
Hans riksdagsmannaskap föranledde vissa kommentarer i pressen. Fäderneslandet menade att han intog en bestämt liberal ställning, Folkets röst skrev att han anslöt sig till herrepartiet inom bondeståndet och talade för detta partis förstärkning genom att släppa in flera herrar. I övrigt ansåg tidningen att han mest utmärkte sig genom sitt ständiga skrattande. och Aftonbladet ansåg att han visade ett livligt nit för förbättringar och framåtskridande. Han slöt sig samman med Jonas Andersson i Häckenäs och Peter Carl Andersson i Vistena och skall vid vissa tillfällen ha visat att han inte saknade förmåga att även försvara sin plats i diskussioner. Aftonbladet hoppades att han skulle bli återvald för att då med större erfarenhet kunna göra folkets sak goda tjänster.
På förslag av länsstyrelsen i Östergötland tilldelade regeringen Andersson medaljen för medborgerlig förtjänst av femte storleken i guld 1879. Utmärkelsen motiverades med att han sedan 1843 varit ledamot i församlingens kommunalstyrelse, i 10 till 15 år även ledamot i kommunens skolråd och byggnadskommitté samt även hans verksamhet som riksdagsman och landstingsman och hans alltid visade nitälskan för jordbruket och folkskoleväsendet.